# Mickey Harte
Mickey Joseph Harte (ur. w 1973 roku w Lifford w hrabstwie Donegal) – irlandzki piosenkarz, reprezentant Irlandii w 48. Konkursie Piosenki Eurowizji w 2003 roku.

## Życiorys

### Początki kariery
Jako nastolatek Harte zaczął uczyć się gry na gitarze oraz pisać swoje pierwsze piosenki. Jego pierwszy utwór, „Candlelight”, inspirowany był Operacją Desert Storm podczas I wojny w Zatoce Perskiej. Później zebrał pieniądze, aby opłacić wydanie swojego pierwszego mini-albumu.

### 2002-05:You're a Star, Konkurs Piosenki Eurowizji,Sometimes Right Sometimes Wrong
W 2002 roku Harte został zakwalifikowany do stawki konkursowej irlandzkiej wersji programu Operación Triunfo – You're a Star, podczas którego wybrany został reprezentant Irlandii w 48. Konkursie Piosenki Eurowizji w 2003 roku. W grudniu zakwalifikował się z ćwierćfinału do kolejnego etapu dzięki zdobyciu 23% głosów telewidzów za wykonanie piosenki „I'll Be Your Baby”. Przez kolejne tygodnie przechodził przez kolejne odcinki programu jako jeden z faworytów telewidzów, dostając się ostatecznie do półfinału, w którym zaprezentował utwór „We’ve Got the World”, który wygrał w finale programu rozegranego 8 marca. Po koncercie finałowym zwycięska propozycja została posądzona o plagiat duńskiego singla „Fly on the Wings of Love”, z którym bracia Olsen wygrali 45. Konkurs Piosenki Eurowizji w 2000 roku. Organizator imprezy, Europejska Unia Nadawców (EBU), dopuścił irlandzką propozycję do stawki konkursowej. Piosenka zadebiutowała na pierwszym miejscu krajowych list przebojów, zostając najszybciej sprzedającym się singlem roku w kraju oraz osiągając certyfikat poczwórnej platynowej płyty za osiągnięcie wyniku 60 tys. sprzedanych egzemplarzy.
Hart wystąpił 24 maja w finale Konkursu Piosenki Eurowizji, swój występ dedykował zmarłemu kilka tygodniu wcześniej ojcu. Wokalista zdobył łącznie 53 punkty, zajmując 11. miejsce w końcowej klasyfikacji. W czerwcu wydał kolejny mini-album pt. Never Wanna' Let You Down, miesiąc później – płytę studyjną pt. Sometimes Right Sometimes Wrong, na którą materiał został nagrany w Chicago. Tytułowy singiel z krążka trafił na pierwsze miejsce krajowych list przebojów oraz osiągnął status podwójnej platynowej płyty. W listopadzie ukazał się album kompilacyjny pt. Even Better than the Real Thing Vol. 1, na który wokalista nagrał swoją wersję przeboju „Crazy in Love” Beyoncé Knowles. Na drugie wydanie płyty (z 2004 roku) artysta nagrał cover utworu „Fuck It (I Don't Want You Back)” Eamona.

### Od 2006:Live and Learn,Forward to Reality
W 2006 roku ukazał się drugi album studyjny Harta, zatytułowany Live and Learn. Rok później wokalista wziął udział w programie Celebrities Go Wild, w którym razem z siedmioma innymi uczestnikami został wysłany na surwiwal do dziczy we wsi Connemara. Na początku 2012 roku Harte dołączył do projektu The Subztitutes, pod szyldem której wydał w maju singiel „Bring It on Bring It on” napisany ze swoim idolem, Paulem Bradym, dla irlandzkiej drużyny w piłce nożnej. We wrześniu ukazała się kolejna płyta artysty pt. Forward to Reality.

## Życie prywatne
Harte ma żonę Louise, z którą ma czwórkę dzieci: Kaleigh, Kyle, Ceolę i Christiana.

## Dyskografia

### Albumy studyjne
- Sometimes Right Sometimes Wrong (2003)
- Live and Learn (2006)
- Forward to Reality (2012)

### Mini-albumy (EP)
- Never Wanna' Let You Down (2003)